# 空港ターミナルビル

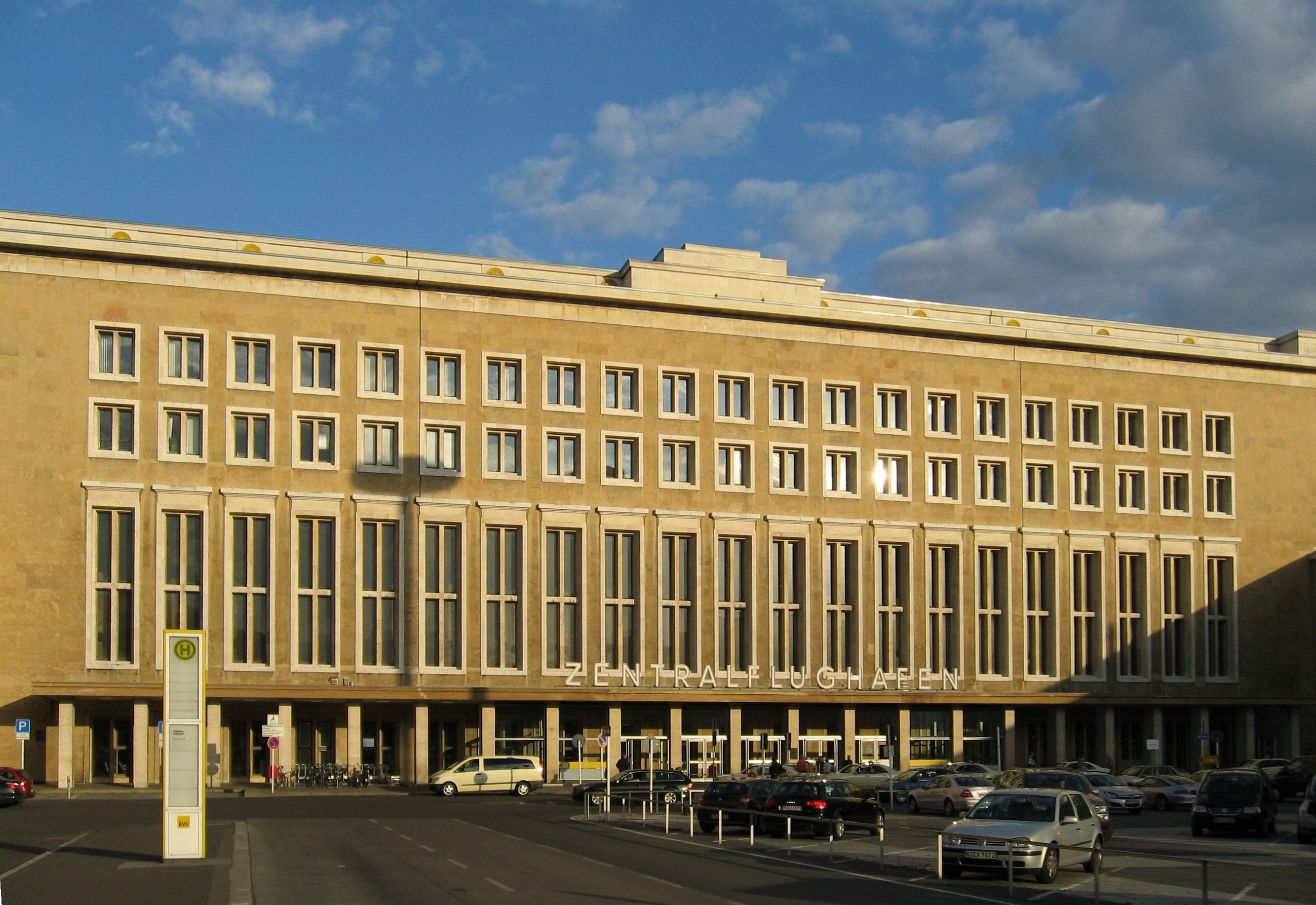
ベルリン・テンペルホーフ国際空港のメインビル　第二次世界大戦前は世界最大だった

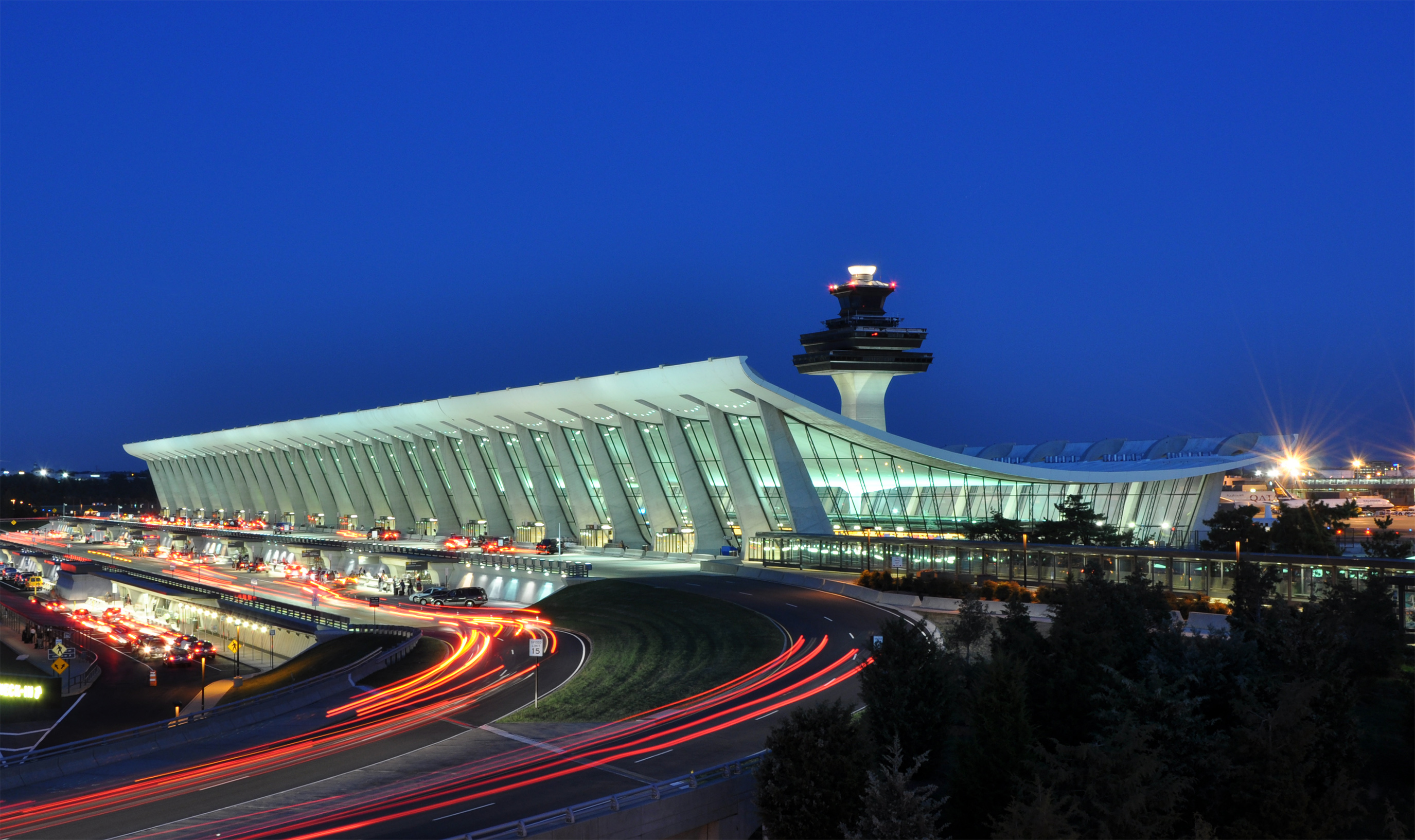
ワシントン・ダレス国際空港ターミナルビル　エーロ・サーリネン設計

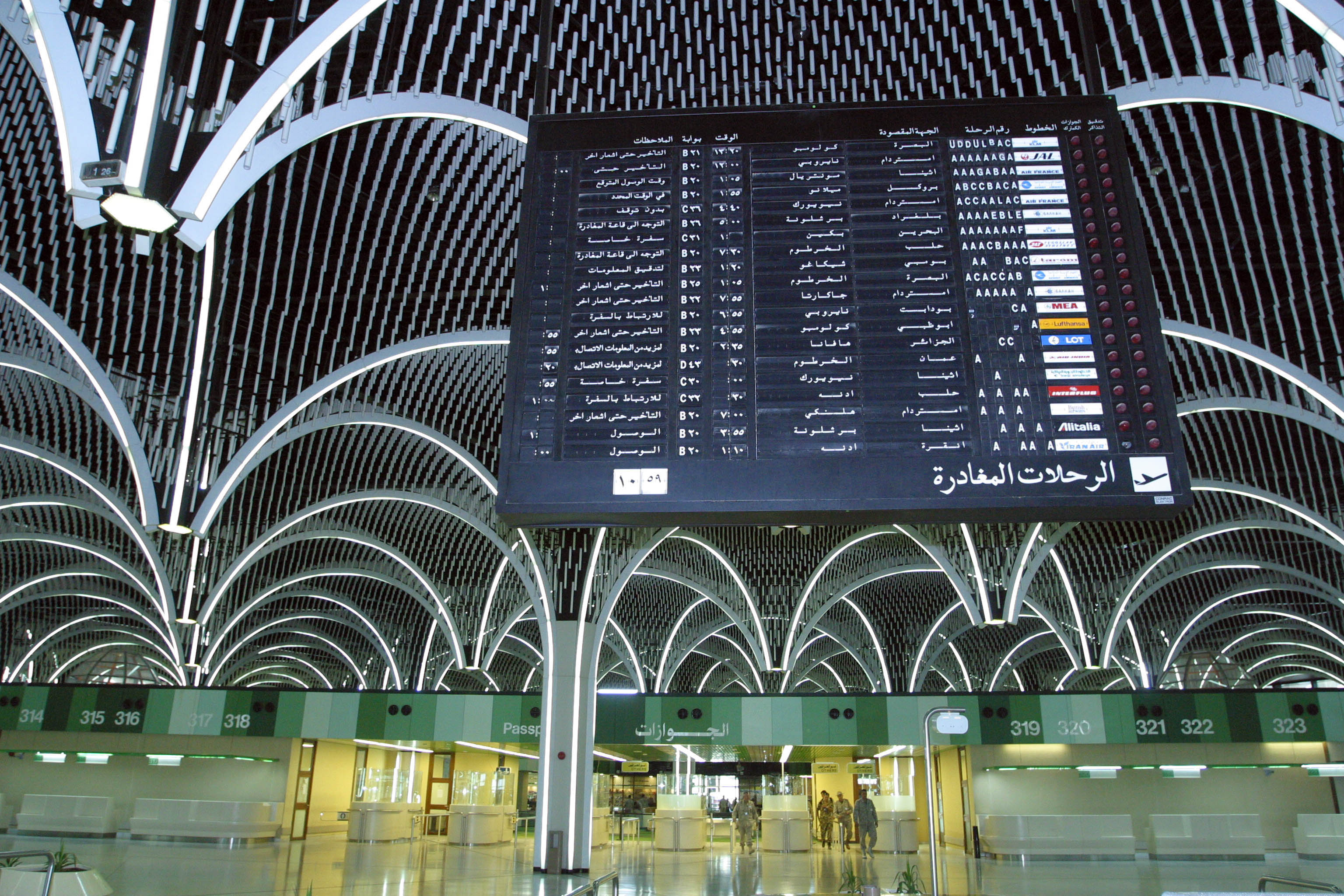
バグダード国際空港ターミナルビル内部

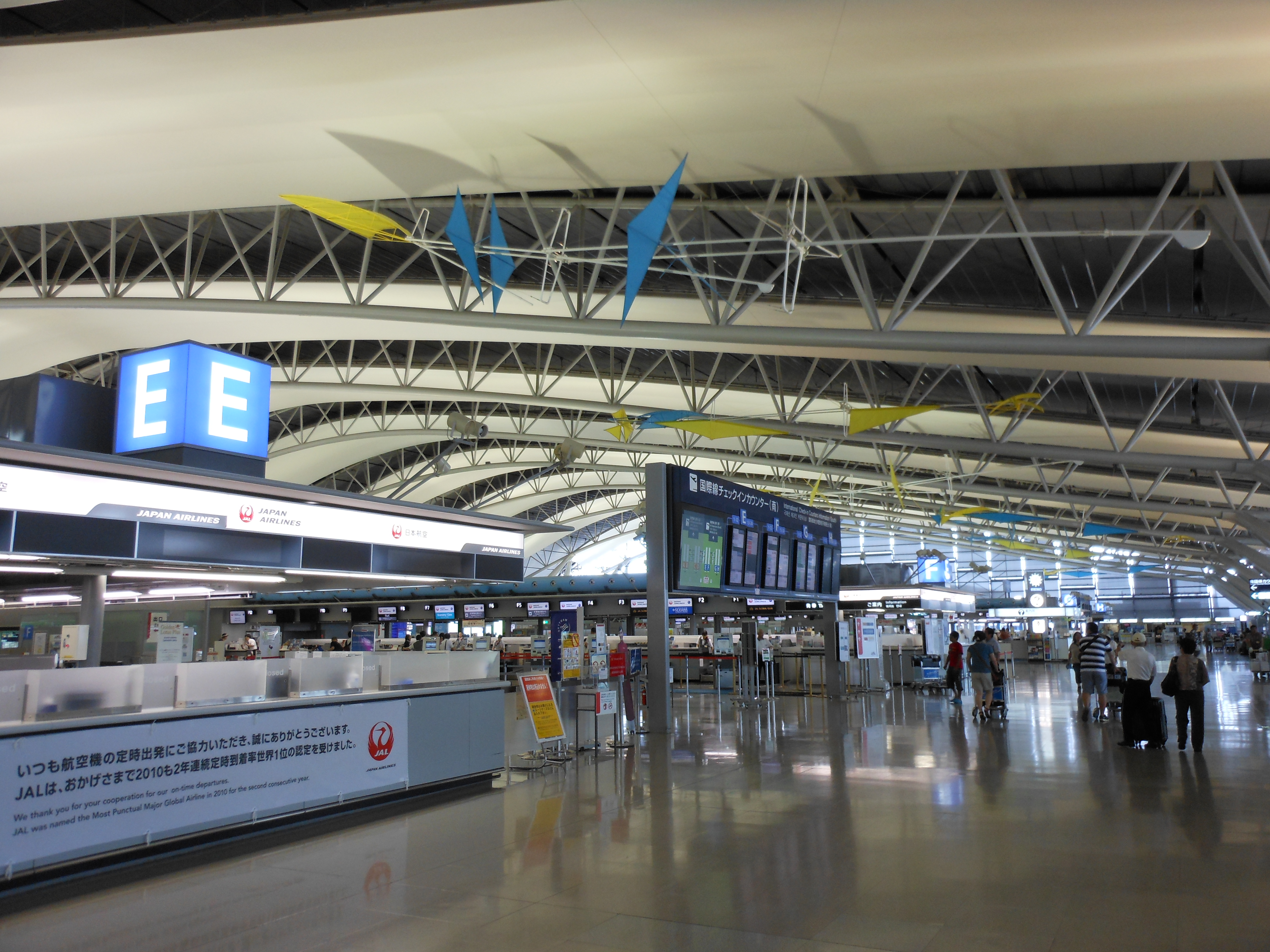
関西国際空港ターミナルビル内部

空港ターミナルビル（くうこうターミナルビル、英語: airport terminal）は、空港施設のひとつで、旅客が飛行機に乗降する際に必要な手続や待ち合わせを行う場所である。鉄道やバス・タクシー・自家用車など地上交通機関との乗り換え、乗車券・航空券購入や搭乗手続き、手荷物預かりや手荷物引取り、航空保安検査、CIQ（税関、出入国管理、検疫）はここで行われる。ターミナルビルから飛行機へは、乗降のための施設（ボーディング・ブリッジや構内バス）を利用する。

## ターミナル建築の構造
搭乗手続きを行うターミナルに対し、飛行機への乗降をする搭乗ゲートや待ち合わせ用座席のある部分はコンコースと呼ばれるが、空港によっては「ターミナル」と「コンコース」の言葉の違いは厳密ではない場合もある。ダラス・フォートワース国際空港のように、複数のターミナルビルの個々が、ターミナル機能とコンコース機能を同時に担っている例もある。
小さな空港ではターミナルビルは一つで、ターミナルやコンコースの全ての役割を一つの建物内でこなしているが、大きな空港では、行き先や航空会社ごとに複数のターミナルビルやコンコースがあるところも多い。また大きな空港でも、ターミナルビルが一つしかない代わりに、通路やスカイブリッジ、地下トンネルなどがターミナルと多数のコンコースを繋いでいる構造になっているところもある。
ターミナルビルのうち、タクシーやバスなどの陸上交通からの乗降口がある側（国際空港でいえば出入国審査より内側）をランドサイド、飛行機への乗降口がある側（出入国審査の外側）をエアサイドと呼ぶ。
ターミナルビルは、多くの旅客や手荷物をさばくために、実用本位の簡素な設計で建てられる場合がよくみられるが、一方でターミナルビルはかつての鉄道駅のホーム上空を覆う壮麗な大屋根（トレイン・シェッド）と同様、国家や都市を代表する顔であり、非日常的な旅への出発地でもあるため、著名な建築家が起用されて、高い天井や壮大な空間を備えた立派な建物となることもある。バグダード国際空港（旧名：サッダーム国際空港）のように、独裁者の偉大さを示す記念碑となることもあれば、シャルル・ド・ゴール国際空港のポール・アンドリュー設計によるターミナル1、ジョン・F・ケネディ国際空港のエーロ・サーリネン設計によるターミナル5（TWAフライトセンター）など、当時のハイテクの粋を集め、今日では名作とされている現代建築もある。
多くの場合、空港に求められる機能は世界中どこでも変わらないため、空港ターミナルビルも世界中同じような建物になりがちである。大都市の空港は、建築家の個性の差はあるものの、世界中同じような高い天井でガラス張りの建築、世界中同じようなブランドの免税店、世界中同じような入国管理やセキュリティエリアの構造など、差異は非常に小さい。これにはエアコンの発達などにより、各国の気候の違いが建物の構造に影響しなくなったことも大きい。その一方で、建てられる国や地域の伝統や文化を反映したターミナル建築も多い。例えばアメリカ合衆国のニューメキシコ州にあるアルバカーキ国際空港は、先住民族プエブロが建てたアドビ（日干しレンガ）を使った集合住宅の様式にならったもので、同地を拠点とし、プエブロ・リバイバルを先導した建築家ジョン・ガウ・ミームが設計している。またリゾート地では、特にこうした傾向は強い。
天井が高く広大な空間を確保する構造のため、吊り天井による施工が一般的である。これは欧米では便利であるが、地震国である日本においては頻繁に地震による天井の崩落被害をもたらしている。大きな人的被害こそ出ていないものの、2003年の釧路空港、2011年の百里飛行場など地震による崩落は跡を絶たない。

## ターミナルと飛行機との接続

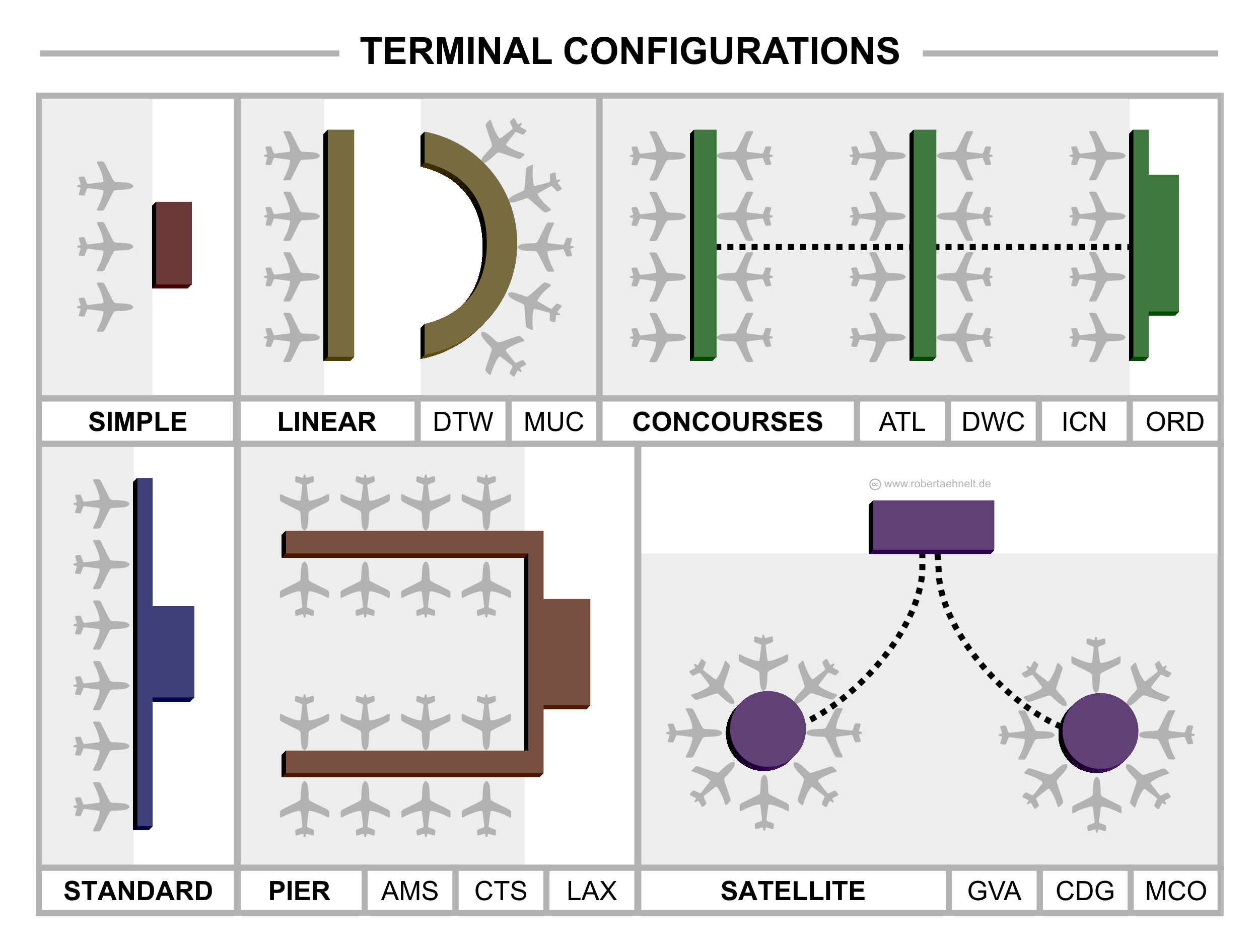
様々な空港ターミナルの配置。左上から右上の順に、小規模な空港ビル、直線状のビル、扇形のビル、ターミナルから各コンコースへ地下連絡交通が走る方式。左下から右下の順に、長いウイングが伸びる方式、ピア方式、サテライト方式。

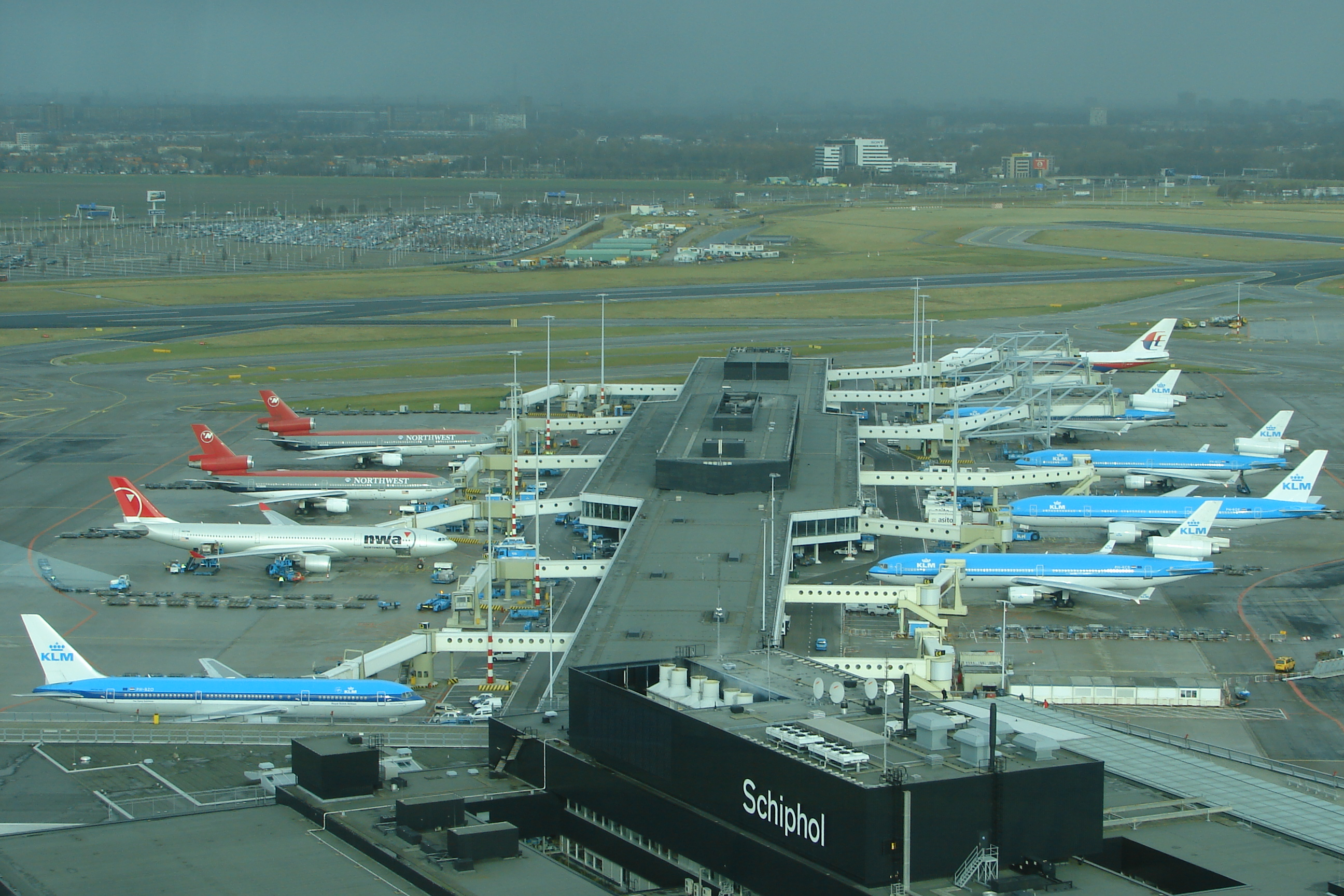
アムステルダム・スキポール空港のピアE　ピア方式

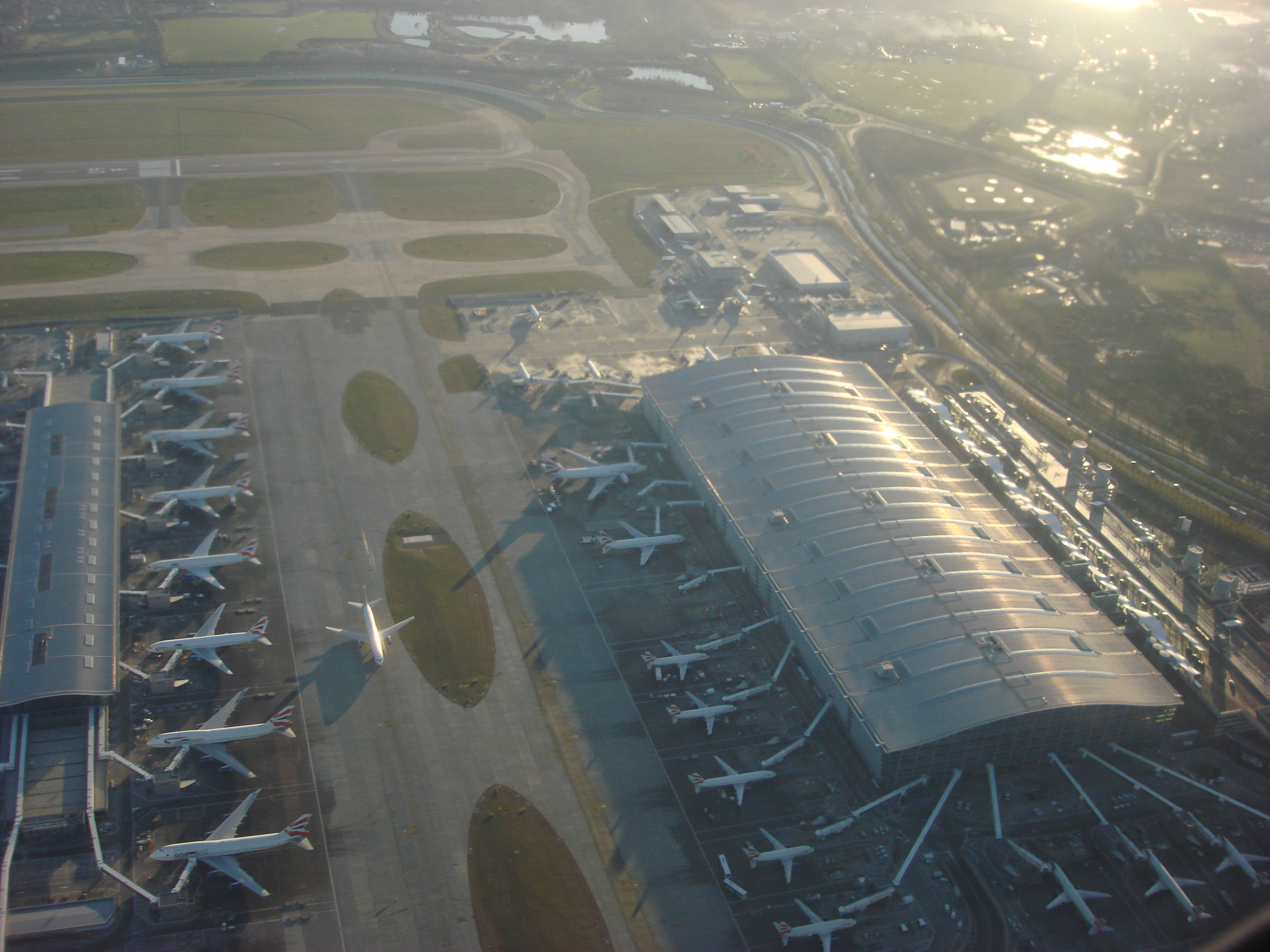
ロンドン・ヒースロー国際空港のターミナル5　サテライト方式

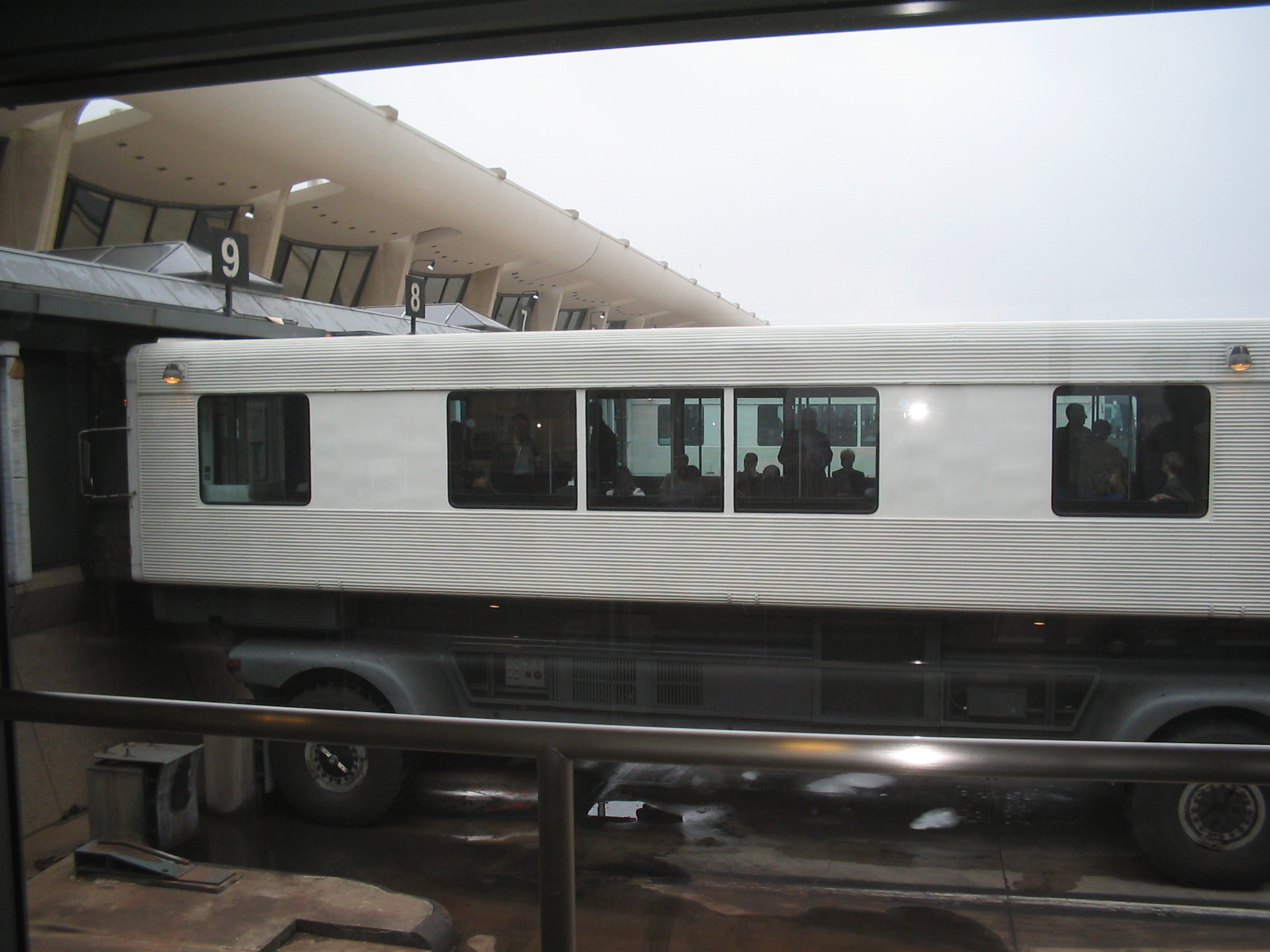
ワシントン・ダレス国際空港のモバイル・ラウンジ　飛行機とターミナル間を結ぶ

初期の空港旅客ターミナルは、ターマック（アスファルトやコンクリートなど）で舗装された駐機場に直接面して建っていた。旅客はターミナルビルを出て飛行機まで歩き、タラップを昇って搭乗していた。ターミナルから徒歩やバスで飛行機に向かうスタイルは、今でも小さな空港ではよく見られる。また、大空港でも、ターミナルから離れたところに駐機している飛行機（船舶の係留に倣い、通称「沖止め」とも）までバスで移動させられることはよくある。
より多くの乗客がバスに乗り換えたりタラップを昇り降りすることなく、ボーディングブリッジを使ってターミナルビルから直接飛行機に搭乗できるようにするには、コンコースなどの建築物に面したスポットを一つでも多く増やす必要がある。このため、ターミナルビルやコンコースの設計にあたり、様々な構造上の工夫が行われている。
ピア方式は、ゲートラウンジ（待合室）やゲート、手荷物を受け取るバゲージクレイムなどのあるターミナル本館から、桟橋（ピア）のような細長いコンコースの建物が駐機場に突き出し、その両側に飛行機の搭乗口を確保するものである。フィンガーと呼ぶところもある。ピア方式は多くの飛行機を駐機できる上に構造もシンプルなため多くの空港が採用しているが、旅客はチェックインカウンターからピアの先端にある搭乗口まで延々と歩かされることになる。
サテライト方式は、ターミナル本体から離れたコンコース（サテライト）が駐機場の中にあり、飛行機はこのサテライトの全方向に駐機することができる。この方式を最初に採用したのはロンドン・ガトウィック空港であった。旅客はトンネルを通り円形のサテライトにアクセスできた。ターミナル本体とサテライトを「ピープルムーバー」で連絡したのはタンパ国際空港が最初であった。全自動無人運転車両システムで旅客を輸送する方式は、今日のターミナル設計の標準の一つとなっている。ただしロサンゼルス国際空港のように当初はサテライト方式を用いたが、便数の増大に伴い、後にピア方式に改造された例もある。
ターミナルビルの形状が扇形（半円形）になっているものもある。タクシーやバスは扇の内側に停車し、扇の外側に飛行機が駐機する。扇の外側は円周が長いため、たくさんの搭乗口を設置することが可能である。このデザインでは、航空便を乗り継ぐ場合は扇形の端から端まで延々移動させられる場合もあるが、空港エントランスからカウンター、搭乗口までの歩行距離が短くすむ。このタイプにはシャルル・ド・ゴール国際空港ターミナル2、ダラス・フォートワース国際空港、新千歳空港などがある。
その他、珍しいタイプのターミナルデザインには、待合室自体が自走できる「モバイル・ラウンジ」というものがある。旅客はターミナルビルにドッキング中の車両に設けられた待合室に集まり、この車両がビルから切り離されて飛行機まで自走し、飛行機にドッキングするという仕組みになっている。ワシントン・ダレス国際空港、メキシコ・シティ国際空港（一部）がこの方法を用いている。このラウンジ部分は上下にも動き、走行中は低くして安定性を増し、建物や航空機につけられるときはその乗降口に応じた高さとなる。
関西国際空港の第1ターミナルではウイングがターミナル本体から1km近く伸びているため、ターミナル内にウイングシャトルと呼ばれる新交通システムが走り、旅客が歩く距離を抑えている。

## ターミナルと他の交通機関との接続

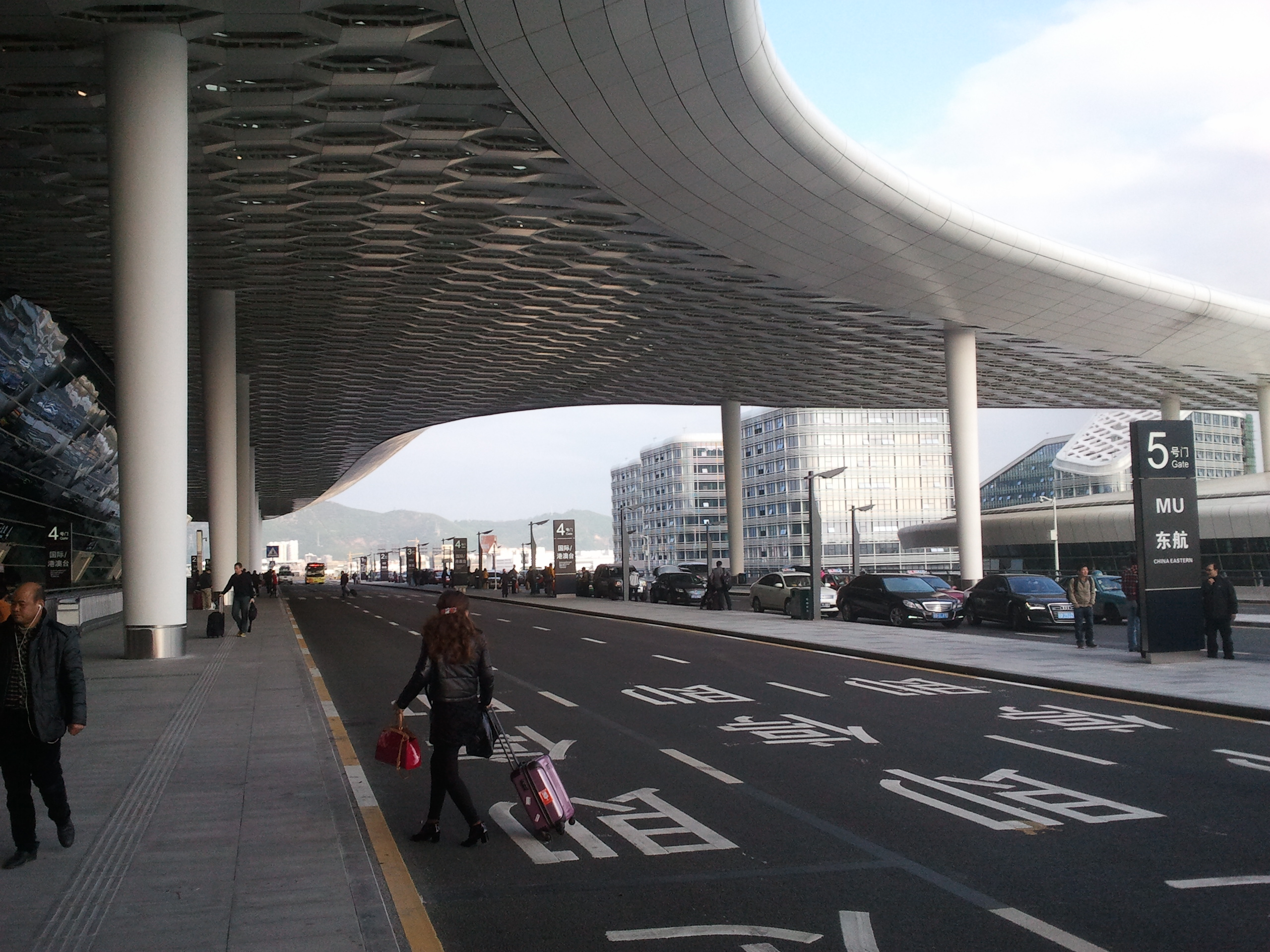
ターミナル入り口　深圳宝安国際空港

中小規模の空港では、2車線か3車線の一方通行のループ状道路がターミナルの前を通過するように設けられており、バスや自動車から旅客が乗降する。
大規模な国際空港になると、ループ状道路は二つに分かれ、一方は出発ゲートへ、もう一方は到着ゲートへつながるようになっている。こうした道路はそのまま高速道路へとつながることが多い。また空港と都市を結ぶ鉄道や新交通システム、地下鉄の駅がターミナルビルに設けられていることもある。
空港の周囲には利用者のための駐車場があるほか、空港内にタクシー業者やレンタカー業者のカウンターが設けられ、旅行者が移動用の車を取り寄せることができるようになっている。アメリカの大空港などではターミナルとレンタカー営業所を結ぶシャトルバスが運行されていることが多い。

## ターミナルビル内の施設

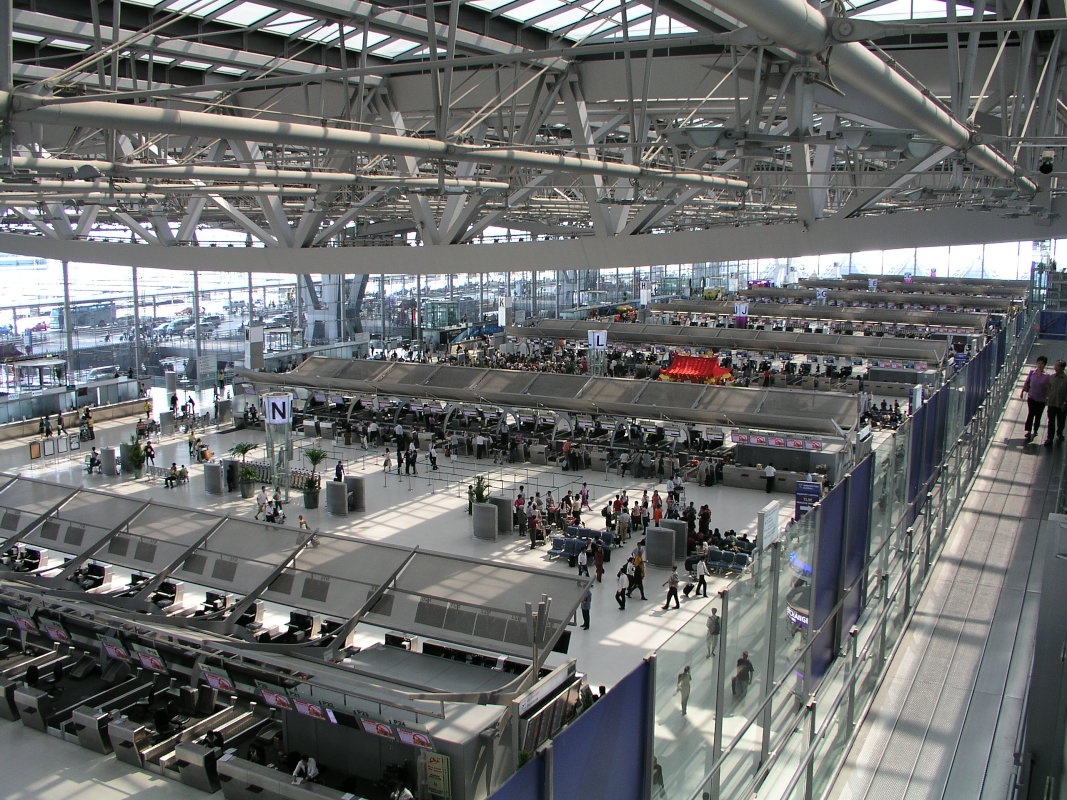
チェックイン・カウンター　スワンナプーム国際空港

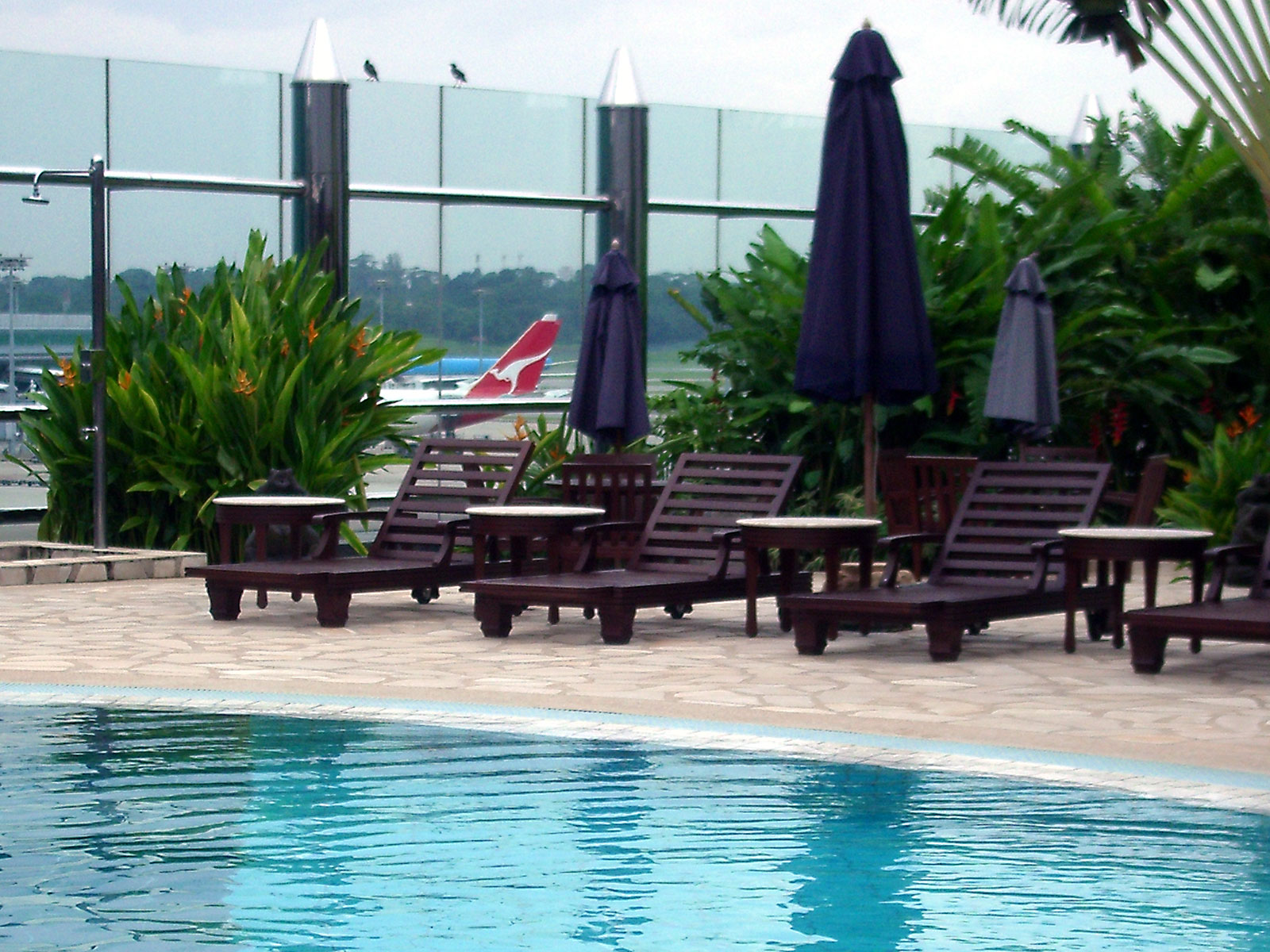
ターミナルビル内のプール　シンガポール・チャンギ国際空港

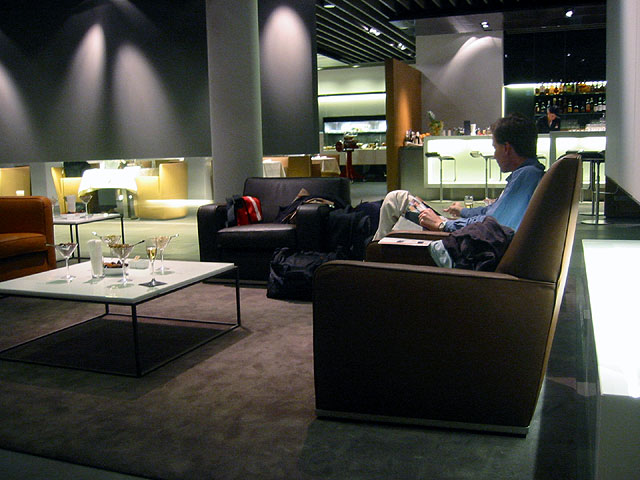
ルフトハンザ航空のラウンジ　フランクフルト国際空港

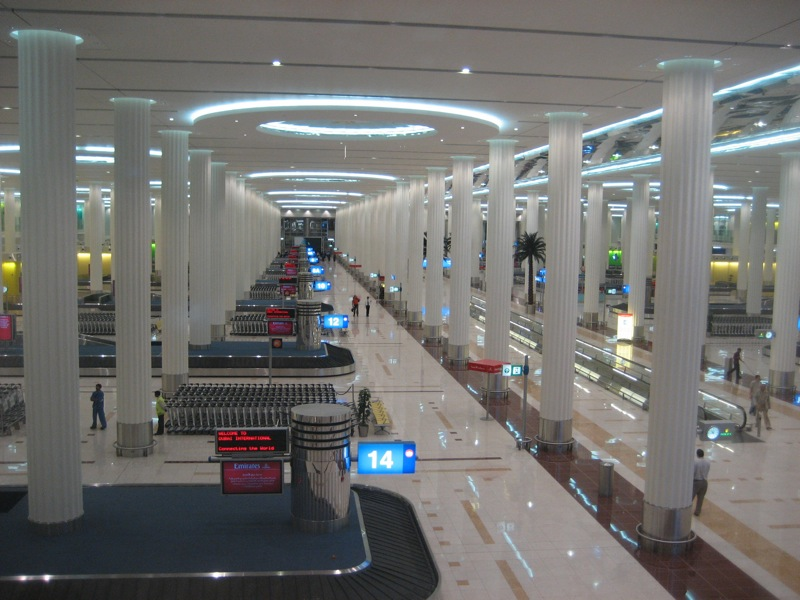
到着ホールと手荷物カルーセル　ドバイ国際空港

空港ターミナルビルは、飛行機の出発待ちや乗り継ぎのために長い時間を過ごす場所である。このため、旅行者を退屈させないよう、また空港内でたくさん消費してくれるよう、ショップ（小売店・売店）やレストランやバー、ラウンジが設けられ、豪華なハブ空港にはプール、ジム、床屋、エステティックサロン、公園、子供の遊び場、博物館（航空関係や空港のある都市に関するものが多い）、映画館、カジノなどを備えるところもある。変わったところでは地元ラジオ局のサテライトスタジオが設けられ、公開放送がされている（成田国際空港）。

### セキュリティおよび出入国管理の外側
いわゆる一般区域。法令上国内部分。
- 鉄道（地下鉄・モノレール・新交通）駅
- バスターミナル、 タクシープール
- バス、タクシー、レンタカー、ホテルの案内所
- 各航空会社の航空券売り場、チェックイン・カウンター（受託手荷物の検査・預け入れ所含む）
- 土産物店、コンビニエンスストア、書店、レストランなど

### セキュリティおよび出入国管理施設
- 持ち込み手荷物検査場

国際線の場合、以下の施設が必要である。これらは、税関(customs)・出入国管理(immigration)・検疫(quarantine)の頭文字をとってCIQと呼ばれる。（必ずしも、すべての空港でこの順番に施設があるとは限らない）
- 税関（入国の場合）
- 出入国管理（出国審査・入国審査）
- 検疫（入国の場合）

### セキュリティおよび出入国管理の内側
出入国審査線を境にして、ここから制限区域または「コントロールドエリア」と呼ばれる。その空港のある国のビザを持っていない人でも制限区域内にいることが可能であるが、制限区域内であっても、空港施設は当該国内にあるため当該国の法律が適用され、当該空港の施設管理権や警察権・行政権の及ぶ範囲の場所に変わりはない。
制限区域立入承認証を携帯していなければ、政府関係者と言えども線を越えての出入りは出来ない（大阪国際空港で2012年11月に、私服の警察官が捜査のために警察手帳を提示したのみで保安検査場を通り抜けた後、行方がわからなくなり一時発着を見合わせるトラブルがあった）。
- 免税店（国際線の場合）
- 小売店、レストラン（飲食店では包丁などの使用が制限を受ける[3]）
- 航空会社のラウンジ
- 待合室
- 手荷物受取所（預け入れ手荷物の受取所）- 手荷物カルーセル
- セキュリティ内手荷物検査場（国際線・国際線など乗り継ぎで、路線間の持ち込み手荷物の規制が異なる場合）

新しい空港では、保安上出発する旅客と到着する旅客が混ざらないように（銃刀や爆発物の受け渡しを防ぐため）、搭乗口を分岐させ、出発ロビーと到着ロビーが分離されていることがある。その場合、セキュリティ内の出発ロビー（搭乗口）近辺に各種施設が多数設置されている一方、到着ロビーでは店舗・ラウンジなどが利用できないこともある。

## ターミナルビルとハブ空港
乗り継ぎの拠点となるハブ空港として空港が機能するための必須条件のひとつに、航空会社の専用ターミナルビルを有するというものがある。旅客を効率よく自社便に乗り換えさせるために必要であるからである。以下に、航空会社の専用ターミナル（一部他社が使用しているものも含む）の例を示す。
アメリカ合衆国
- ジョン・F・ケネディ国際空港
  - 第2ターミナル・第3ターミナル - デルタ航空
  - 第5ターミナル - ジェットブルー航空
  - 第8ターミナル - アメリカン航空
- ダラス・フォートワース国際空港
  - ターミナル A・ターミナル B・ターミナル C - アメリカン航空
- シカゴ・オヘア国際空港
  - ターミナル1 - ユナイテッド航空
  - ターミナル3 - アメリカン航空

イギリス
- ロンドン・ヒースロー空港
  - 第1ターミナル - スターアライアンス各社など
  - 第3ターミナル - ワンワールド各社、スターアライアンス各社、ヴァージンアトランティックなど
  - 第4ターミナル - スカイチーム各社など
  - 第5ターミナル - ブリティッシュ・エアウェイズ

日本
- 東京国際空港（羽田空港）
  - 第1旅客ターミナル - 日本航空（国内線）、スカイマーク
  - 第2旅客ターミナル - 全日本空輸（国内線/国際線）、AIRDO、ソラシドエア
  - 第3旅客ターミナル - 日本航空（国際線）、全日本空輸（国際線）
- 成田国際空港
  - 第1旅客ターミナル 
    - 北ウィング - ZIPAIR Tokyo、Peach Aviation（国際線）
    - 南ウィング - 全日本空輸、エアージャパン、Peach Aviation（国内線）

  - 第2旅客ターミナル - 日本航空
  - 第3旅客ターミナル - ジェットスター・ジャパン、スプリング・ジャパン
- 大阪国際空港（伊丹空港）
  - 北ターミナル - 日本航空、ジェイエア
  - 南ターミナル - 全日本空輸、ANAウイングス、アイベックスエアラインズ
- 関西国際空港
  - 第1ターミナルビル - 日本航空、全日本空輸、ジェットスター・ジャパン
  - 第2ターミナルビル - Peach Aviation

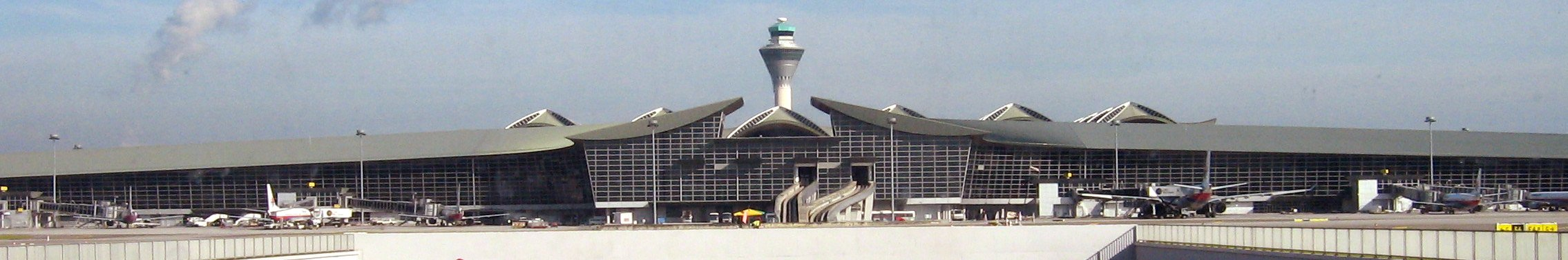
クアラルンプール国際空港のターミナルビルと、先へ伸びるボーディングピア

- 中部国際空港
  - 第1ターミナルビル - 日本航空、全日本空輸、ANAウイングス
  - 第2ターミナルビル - ジェットスター・ジャパン

フィリピン
- ニノイ・アキノ国際空港
  - 第2ターミナル - フィリピン航空

## 大型の空港ターミナル
航空需要の増大に伴い、空港ターミナルは巨大化の傾向にある。下記が代表的な例である 。
- ドバイ国際空港　ターミナル3　延床面積118万㎡
- 北京大興国際空港　メインターミナル　延床面積103万㎡
- 北京首都国際空港　ターミナル3　延床面積98万㎡